# فيدانتا ريسورسيز
شركة فيدانتا ريسورسز المحدودة هي شركة تعدين متنوعة، مقرها الرئيسي لندن ، المملكة المتحدة. وهي أكبر شركة تعدين ومعادن غير حديدية في الهند، ولديها عمليات تعدين في أستراليا وزامبيا  وعمليات نفط وغاز في ثلاث دول. منتجاتها الرئيسية هي الزنك ، والرصاص ، والفضة ، والنفط والغاز ، وخام الحديد ، والصلب ، والألمنيوم ، والطاقة .   كما طورت محطات طاقة تجارية في الهند في أوديشا (2400 ميجاوات) والبنجاب (1980 ميجاوات). 
الشركة التي تضم 20 ألف موظف مملوكة بشكل أساسي لعائلة أنيل أجراوال من خلال شركة فولكان للاستثمارات ، وهي شركة قابضة تمتلك حصة 61.7% في الشركة.  شركة فيدانتا المحدودة (المعروفة سابقًا باسم سيسا جوا / ستيرلايت ) هي واحدة من العديد من الشركات التابعة الهندية لشركة فيدانتا ريسورسز وتدير مناجم خام الحديد في جوا. 
كانت شركة فيدانتا مدرجة في بورصة لندن وكانت أحد مكونات مؤشر فوتسي 250 حتى عرض رئيس مجلس الإدارة أنيل أجراوال تحويل الشركة إلى شركة خاصة دون قيد أو شرط في سبتمبر 2018.

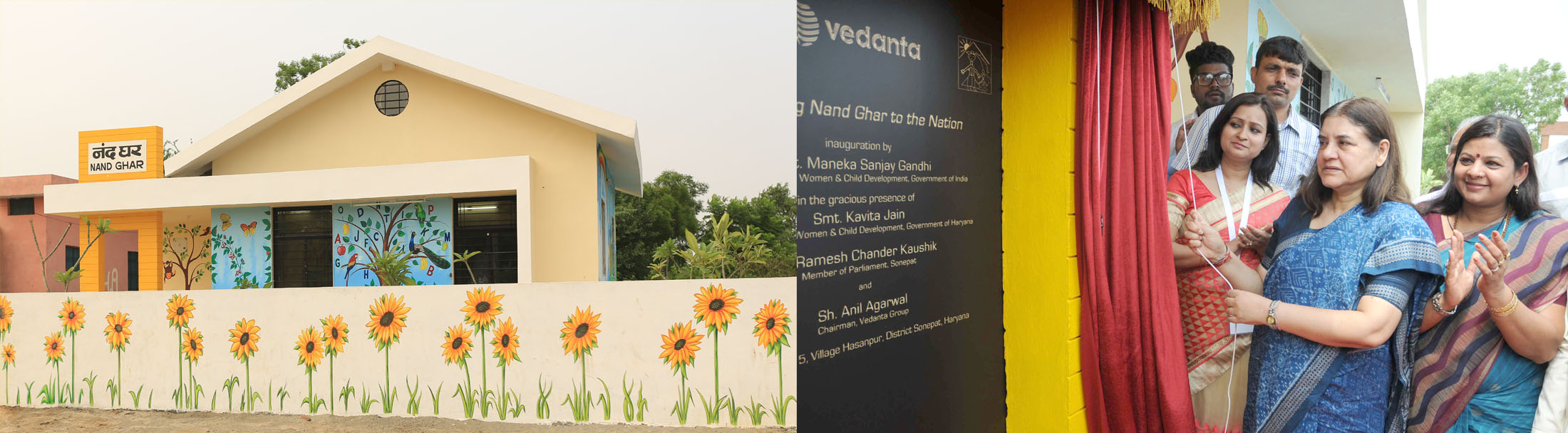
مانيكا سانجاي غاندي تفتتح أول مركز أنجانوادي حديث على الإطلاق "ناند غار" بنموذج الشراكة بين القطاعين العام والخاص، في سونيبات، ولاية هاريانا، في ٢٤ يونيو ٢٠١٥. كما شوهدت وزيرة تنمية المرأة والطفل في ولاية هاريانا، السيدة كافيتا جين.

## روابط خارجية
- الموقع الرسمي